# Левченко, Евгения Игоревна
Евгения Игоревна Левченко (укр. Євгенія Ігорівна Левченко) — украинская гандболистка, играет на позиции крайней правой в составе румынского клуба «Рымнику-Вылча».
Трёхкратная чемпионка объединённого чемпиона Чехии и Словакии, трёхкратная чемпионка Словакии, чемпионка Белоруссии, трёхкратная обладательница Кубка Словакии, обладательница Кубка Белоруссии. Мастер спорта Украины.

## Биография
Родилась 9 ноября 1994 года во Львове. В 1995 году семья переехала в Запорожье. Гандболом начала заниматься с 9 лет в ДЮСШ № 3 города Запорожье. Первый тренер — Светлана Мусиенко.
Выступала за команду Запорожской государственной инженерной академии (2010—2011), а также за украинские клубы «Славия-Днепр» (2011—2012) и «Реал» (2012—2014). С 2014 по 2017 год вместе с другой украинской гандболисткой Ольгой Передерий выступала в составе словацкой «Ювенты». В рядах этой команды Левченко стали чемпионами международной лиги WHIL, которая объединяет клубы Чехии и Словакии, а также выиграли кубок страны.
В 2018 году играла за белорусский гандбольный клуб «БНТУ-БелАЗ» под 7 игровым номером.
В сборной Украины с 2014 года, выступает под номером 27. Была также игроком молодёжной сборной страны.
В 2020 году выступала за российский гандбольный клуб «Астраханочка» под 27 игровым номером.
В 2021 году играла за румынский клуб «Ramnicu Vâlcea». под игровым номером 7

## Достижения
- Трёхкратная чемпионка объединённого чемпиона Чехии и Словакии: 2014/2015, 2015/2016, 2016/2017;
- Трёхкратная чемпионка Словакии: 2014/2015, 2015/2016, 2016/2017;
- Трёхкратная обладательница Кубка Словакии: 2014/2015, 2015/2016, 2016/2017;
- Победительница чемпионата Белоруссии: 2017/2018;
- Двухкратный серебряный призёр чемпионата Белоруссии: 2018/2019, 2019/2020;
- Обладательница Кубка Белоруссии: 2017/2018;
- Бронзовая обладательница Кубка России: 2019/2020;
- Серебряная обладательница Кубка Румынии: 2021/2022;
- Бронзовый призер чемпионата Румынии: 2021/2022.